# National Journalism Center
Das National Journalism Center ist eine Institution, die Journalisten konservatives Gedankengut vermitteln und ihnen bei ihrer Karriere in Printmedien und Rundfunk helfen soll. Sie wurde 1971 von M. Stanton Evans gegründet und heute von der Young America’s Foundation getragen.
Das Training besteht aus jeweils 12-wöchigen Programmen im Sommer, Herbst und Winter eines Jahres, in denen die Stipendiaten in Zeitungen, Magazinen, Fernsehen, Radio und anderen Medien vor allem in Washington, D.C. arbeiten. Sie werden über journalistische Prinzipien und Werte und die Rolle der Medien in der Gesellschaft unterrichtet.
Viele Absolventen arbeiten als Kolumnisten, Korrespondenten, und Moderatoren. Zu ihnen zählen zum Beispiel Ann Coulter und Rachel Marsden. Die Liste umfasst 1.600 „Alumni“, zu denen das NJC weiterhin Kontakte unterhält.